# Famelica
Famelica là một chi ốc biển, là động vật thân mềm chân bụng sống ở biển trong họ Conidae.

## Các loài
Các loài thuộc chi Famelica bao gồm:
- Famelica bitrudis (Barnard, 1963)[2]
- Famelica catharinae (Verrill & Smith, 1884)[3]
- Famelica mirmidina (Dautzenberg & Fischer, 1896)[4]
- Famelica monoceros (Watson, 1881)[5]
- Famelica monotropis (Dautzenberg & Fischer, 1896)[6]
- Famelica nitida Sysoev, 1990[7]
- Famelica pacifica Sysoev & Kantor, 1987[8]
- Famelica tajourensis Sysoev & Kantor, 1987[9]
- Famelica tasmanica Sysoev & Kantor, 1987[10]